# Toconce
Toconce es un poblado rural del norte de Chile, ubicado en la Región de Antofagasta cercano al volcán y al río homónimo, a 91 km de Calama a 3350 m s. n. m.

## Historia
Aunque es un pueblo precolombino la comunidad se constituyó oficialmente el 4 de mayo de 1995.
En enero de 2018 las viviendas de la localidad recibieron paneles solares para generar electricidad durante todo el día.